# أيوليون

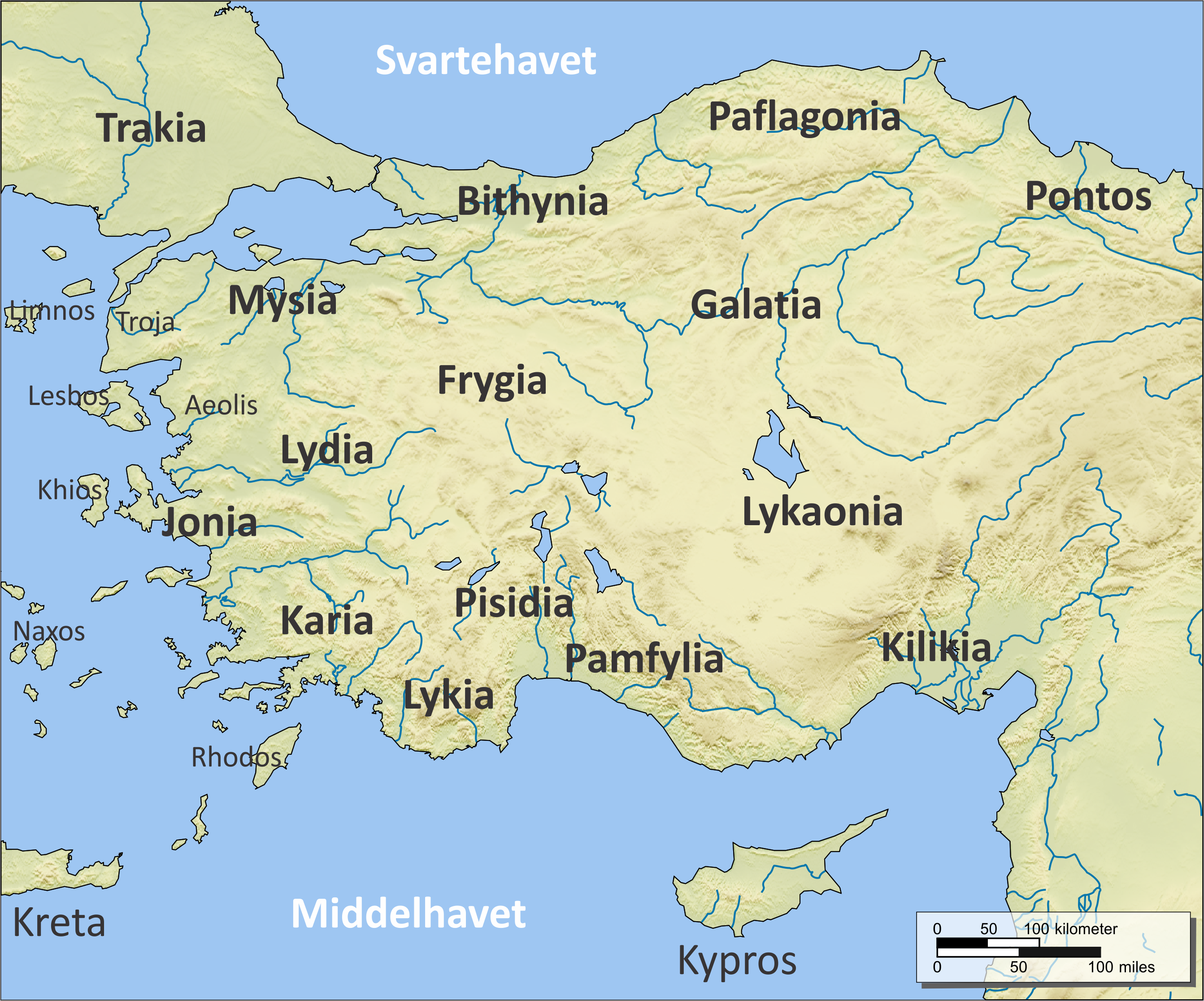

الأيوليون (بالإنجليزية: Aeolians)‏ هم جماعة من الإغريق القدماء عاشت في جزء كبير من شرقي وسط اليونان قبل منتصف القرن الثاني عشر ق.م. ومع اقتراب نهاية القرن الثاني عشر قبل الميلاد، قام إغريق آخرون يُسَمَّون الدوريين بغزو الأراضي الإيولية، ومن ثم انتقل كثير من الأيوليين إلى الساحل الغربي لآسيا الصغرى (تركيا الحالية) وإلى جزيرتي لسبوس وتِنْدوس المجاورتين. وكانت تلك المنطقة الساحلية تسمى أيُولِس. وقام الإيوليون بتنظيم أنفسهم في كونفيدرالية حُرَّة وأصبحت جزيرة لسبوس مركزاً تجارياً نشطاً، ومقرًا لمدرسة شعرية شهيرة، يُعَدُّ ألكايوس وسافو من بين شعرائها الأكثر شهرة.